# Вятски Поляни
Вятски Поляни (на руски: Вятские Поляны) е град в Русия, разположен в градски окръг Вятски Поляни, Кировска област. Населението на града към 1 януари 2018 е 32 562 души.